# Суховільська сільська рада (Городоцький район)
Суховільська сільська рада  — колишній орган місцевого самоврядування у Городоцькому районі Львівської області з центром у с. Суховоля.

## Загальні відомості
Історична дата утворення: в 1992 році.

## Населені пункти
Сільраді були підпорядковані населені пункти:
- с. Суховоля

## Склад ради
- Сільський голова: Торба Андрій Михайлович
- Секретар сільської ради:
- Загальний склад ради: 20 депутатів

### Керівний склад ради
| ПІБ                            | Основні відомості                                                 | Дата обрання | Дата звільнення |
| ------------------------------ | ----------------------------------------------------------------- | ------------ | --------------- |
| Струк Роман Миколайович        | Сільський голова, 1953 року народження, освіта, безпартійний      | 26.03.2006   | 31.10.2010      |
| Залізний Володимир Никифорович | Сільський голова, 1968 року народження, освіта вища, безпартійний | 31.10.2010   |                 |
| Торба Андрій Михайлович        | Сільський голова                                                  |              |                 |

Примітка: таблиця складена за даними джерела

### Депутати
Результати місцевих виборів 2010 року за даними ЦВК
| № зп                                                | № округу                                            | Прізвище, ім'я, по батькові                         | Дата визнання обраним                               | Відомості про обраного депутата                     |
| Політична партія Всеукраїнське об'єднання «Свобода» | Політична партія Всеукраїнське об'єднання «Свобода» | Політична партія Всеукраїнське об'єднання «Свобода» | Політична партія Всеукраїнське об'єднання «Свобода» | Політична партія Всеукраїнське об'єднання «Свобода» |
| Самовисування                                       | Самовисування                                       | Самовисування                                       | Самовисування                                       | Самовисування                                       |
| --------------------------------------------------- | --------------------------------------------------- | --------------------------------------------------- | --------------------------------------------------- | --------------------------------------------------- |